# Galléros papagáj

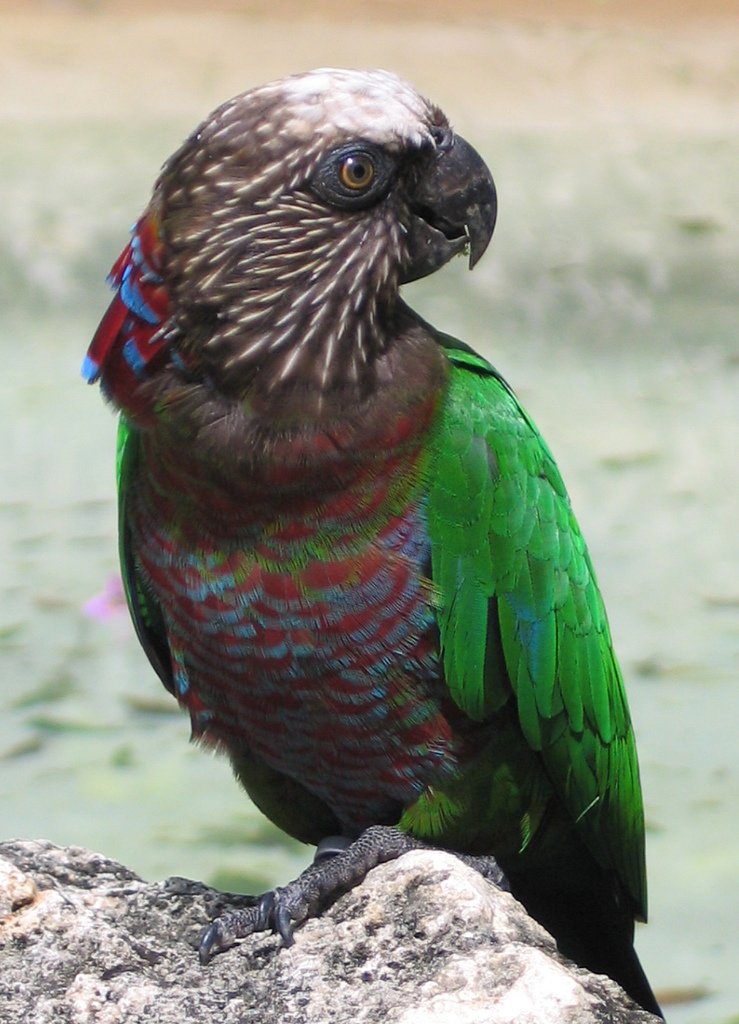

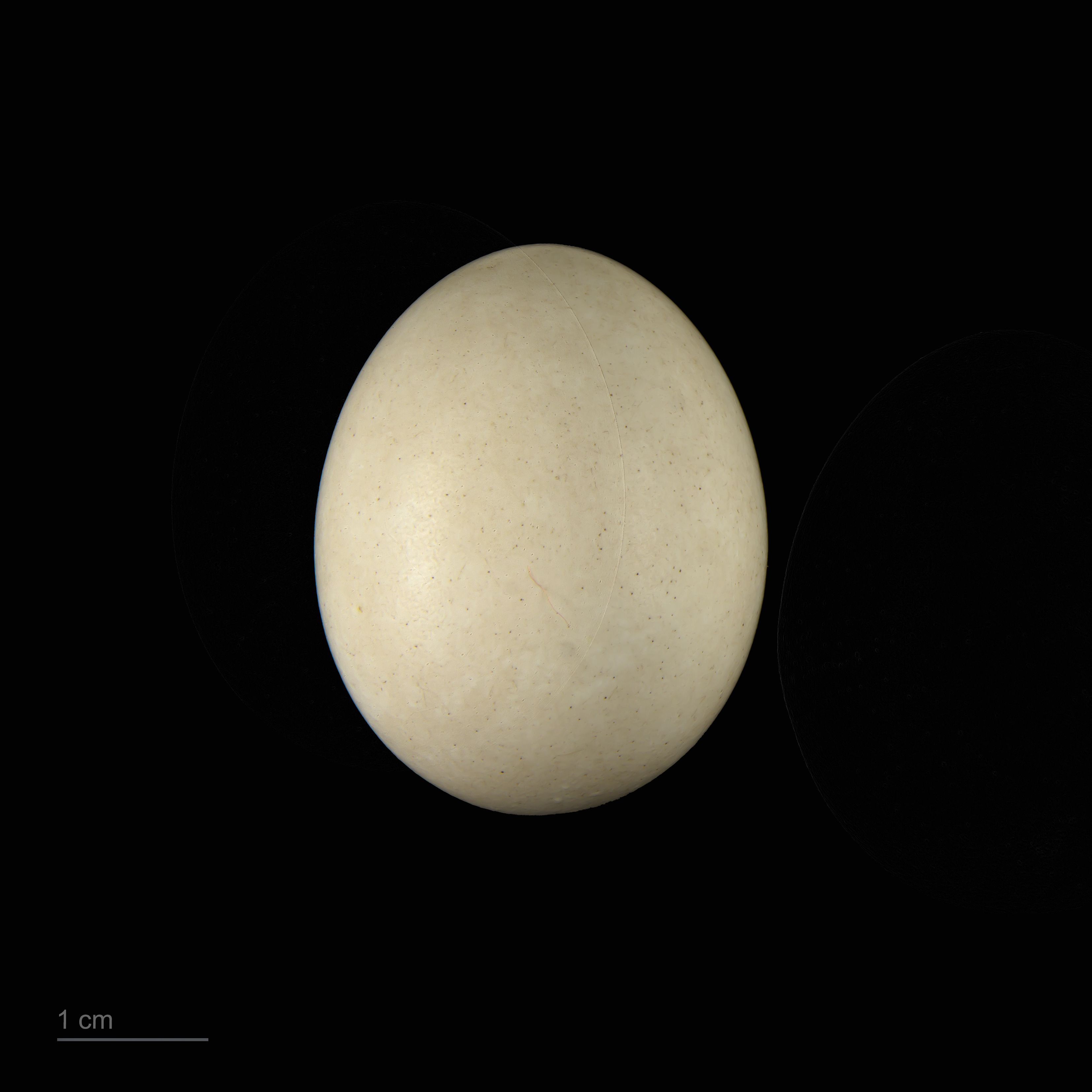
Deroptyus accipitrinus

A galléros papagáj (Deroptyus accipitrinus), korábban fodros- vagy legyezőpapagáj, a madarak osztályának papagájalakúak (Psittaciformes) rendjébe és a papagájfélék (Psittacidae) családjába tartozó Deroptyus nem egyetlen faja.

## Előfordulása
Kolumbián és Venezuelán, keresztül Peru északi részen és Guyanán át, Brazíliáig honos. Trópusi erdők, nyílt erdőségek és ligetes szavannák lakója.

## Megjelenése
Hossza 35 centiméter. Legyezőszerűen széttárható vörös tarkótollai vannak, feje teteje világos. Mellén a zöld tollazata vörös foltokkal díszített. Hosszú, széles fark tollak segítik a lombok közti mozgásában.

## Életmódja
Párokban vagy kisebb csapatokban, a fák lombjai közt keresgéli gyümölcsökből és magvakból álló táplálékát. Fülsértő módon rikoltoznak.

## Szaporodása
Általában elhagyott harkályok odvába fészkel.